# Христо Сугарев
Христо (Ицо) Костов Сугарев (на английски: Christ K. Sugareff) е български революционер, деец на Вътрешната македоно-одринска революционна организация.

## Биография
Христо Сугарев е роден на 20 ноември 1882 година в град Битоля, тогава в Османската империя. Брат е на войводата Георги Сугарев, майка му Донка Сугарева (1846-1932) е активен член на МПО „Родина“. Неговите братя Вангел Сугарев - завежда катедра по история в Тексаския държавен колеж, а Михаил Сугарев (1896 - 1976) е предприемач в Сиракюз, САЩ. Христо Сугарев се присъединява към ВМОРО и през 1902 година действа заедно с Тома Николов и Васил Попов в Кичевско. През 1904 година участва в среща с Георги Сугарев, Христо Узунов и Георги Попхристов в Карамани.
През 1905 година се преселва със семейството си в Съединените щати. През 1912 година пристига в България и участва в Македоно-одринското опълчение през Балканската война, като служи в Сборната партизанска рота на МОО.
След войните трайно се установява в САЩ. Участва в дейността на МПО „Родина“ в Гери като е настоятел и делегат на деветия и десетия конгрес на Македонската патриотична организация.
Умира на 5 юли 1951 година в Мерилвил, Индиана.